# Platycerus acuticollis
Platycerus acuticollis is een keversoort uit de familie vliegende herten (Lucanidae). De wetenschappelijke naam van de soort is voor het eerst geldig gepubliceerd in 1969 door Kurosawa.